# Bernard Sumner
Bernard Sumner (født 4. januar 1956) er en engelsk musiker og sanger. Han var tidligere guitarist i post-punkbandet Joy Division, der også bestod af Ian Curtis, Peter Hook og Stephen Morris.
Efter at Ian Curtis begik selvmord i maj 1980, startede Sumner og de resterende medlemmer bandet New Order. Bandet er bedst kendt for sange som "Blue Monday", "Bizarre Love Triangle", "Age of Consent" og "True Faith".